# Villamejil
Villamejil es un municipio y lugar español de la provincia de León, en la comunidad autónoma de Castilla y León.

## Núcleos de población

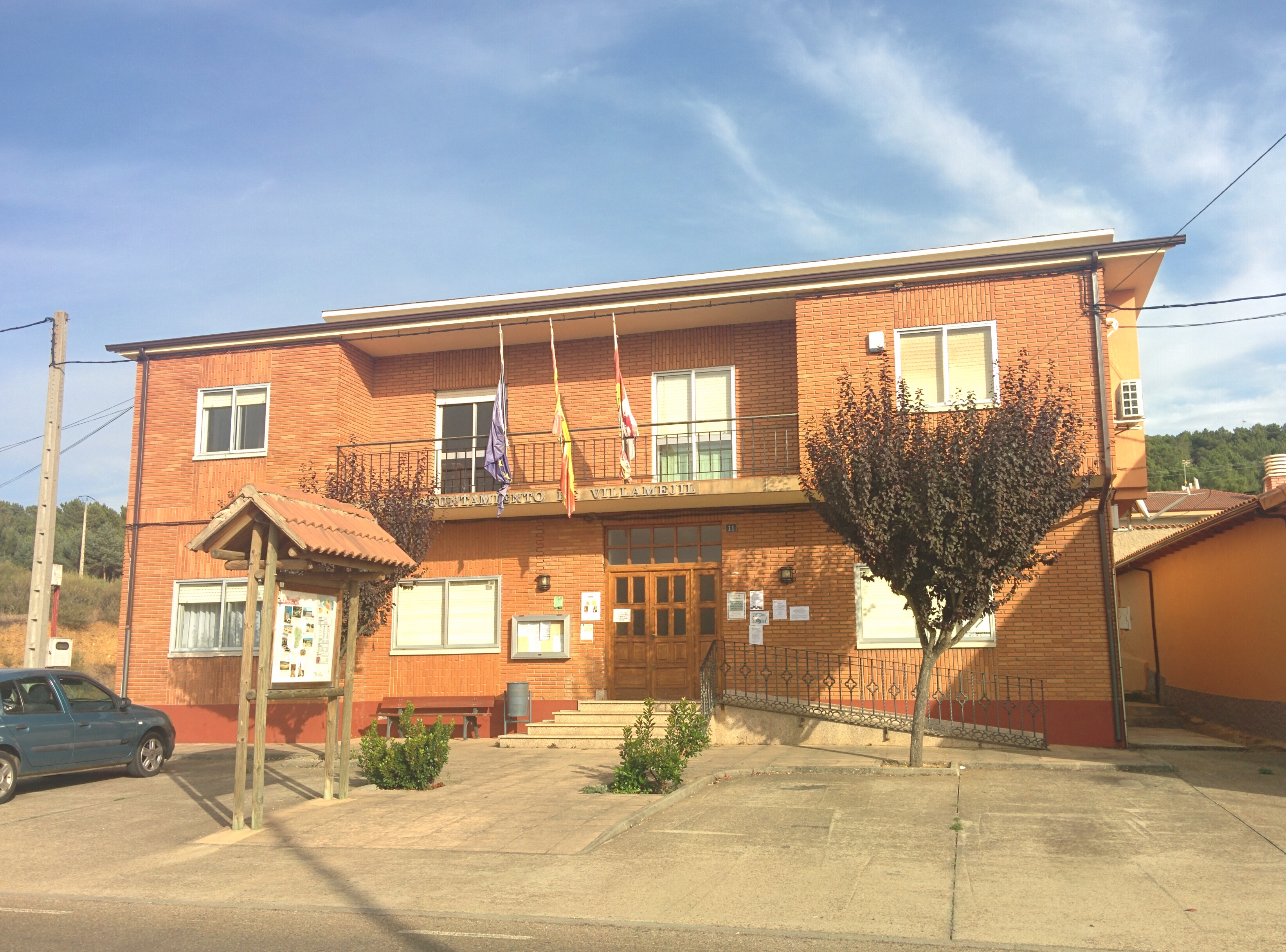
Casa consistorial

- Castrillo de Cepeda
- Cogorderos
- Fontoria de Cepeda
- Quintana de Fon
- Revilla
- Sueros de Cepeda
- Villamejil

## Demografía
Cuenta con una población de 653 habitantes (INE 2024).
| Gráfica de evolución demográfica de Villamejil entre 1842 y 2021                                                      |
| |
| Población de derecho según los censos de población del INE. Población de hecho según los censos de población del INE. |